# Apomecyna excavata
Apomecyna excavata är en skalbaggsart som beskrevs av Stefan von Breuning 1938. Apomecyna excavata ingår i släktet Apomecyna och familjen långhorningar.
Artens utbredningsområde är Ghana. Inga underarter finns listade i Catalogue of Life.